# 福岡県道236号東八田宇留津椎田線
福岡県道236号東八田宇留津椎田線（ふくおかけんどう236ごう ひがしはったうるづしいだせん）は、福岡県築上郡築上町を通る一般県道である。

## 概要
築上郡築上町大字東八田から築上郡築上町大字椎田に至る。
国道10号東八田から八津田地区 - 高塚を通過し、築上町役場付近で再び国道10号と交わる。

### 路線データ
- 起点：福岡県築上郡築上町大字東八田（東八田交差点、国道10号交点、福岡県道235号小山田東八田線終点）
- 終点：福岡県築上郡築上町大字椎田（築上町役場前交差点、国道10号交点）

## 路線状況

### 道路施設

#### 橋梁
- 寺渡橋（城井川、築上郡築上町）
- 西之橋（岩丸川、築上郡築上町）

## 地理

### 通過する自治体
- 築上郡築上町

### 交差する道路
| 交差する道路                         | 交差する場所 | 交差する場所              |
| ------------------------------------ | ------------ | ------------------------- |
| 国道10号 福岡県道235号小山田東八田線 | 大字東八田   | 東八田交差点 / 起点       |
| 国道10号                             | 大字椎田     | 築上町役場前交差点 / 終点 |

### 沿線
- 航空自衛隊築城基地
- 築上町立八津田小学校
- 築上町役場
- 綱敷天満宮